# Zoran Živković
Zoran "Tuta" Živković, född 5 april 1945 i Niš, SFR Jugoslavien, är en serbisk, tidigare jugoslavisk, före detta handbollstränare och handbollssmålvakt.
Som spelare var han med och tog OS-guld 1972 i München.
Hans meriter som tränare inkluderar VM-guld 1986 med SFR Jugoslaviens landslag, EM-brons 1996 med FR Jugoslaviens landslag och fjärde plats vid VM 2001 med Egyptens landslag.